# Kurt Jooss
Kurt Jooss (ur. 1901, zm. 1979) – niemiecki tancerz i choreograf. Uczeń Rudolfa Labana. Jest najbardziej znany ze swojego baletu z 1932 roku – Zielony stół.

## Życiorys
Założyciel grupy „Nowa scena taneczna” i „Studia teatru tanecznego” przy operze w Essen (w latach 1928–1933). W czasie studiów asystował Rudolfowi Labanowi przy badaniach dotyczących ruchu ciała ludzkiego w tańcu, co później wywarło duży wpływ na kształtowanie się stylu propagowanego przez samego Joossa. W swoich widowiskach tanecznych wykorzystał też zasady baletu klasycznego, który również wcześniej studiował. Wykorzystując elementy z różnych technik Jooss stworzył swój własny system dyscypliny ruchowej, który polegał głównie na obiektywnym przekazywaniu stanów emocjonalnych poprzez odpowiadające im ruchy.